# Carcharodontosaurus saharicus
Carcharodontosaurus saharicus (lat. "Reptil diente de tiburón blanco del sahara") es una especie y tipo del género extinto Carcharodontosaurus  de dinosaurio terópodo carcarodontosáurido, que vivieron a mediados del período Cretácico, hace aproximadamente entre 100 y 94 millones de años, desde el Albiense al Turoniense, en lo que hoy es África. Es uno de los dinosaurios predadores más grandes conocidos, compartiendo sus territorios con el Spinosaurus.
Carcharodontosaurus fue descubierto por Charles Depéret y J. Savornin en el Norte de África en 1924, en el lecho Kem Kem de Argelia, mostrando lo que eran en el momento características únicas, y originalmente fue llamado Megalosaurus saharicus por Deperet & Savornin en 1925, como muchos otros carnosaurios asignados erróneamente al género Megalosaurus. y más tarde referido por los mismos autores al género Dryptosaurus. En 1931, el paleontólogo alemán Ernst Stromer von Reichenbach describe los restos de un cráneo parcial y partes del esqueleto provenientes de rocas del Cenomaniano de la Formación Baharija de Egipto, excavados originalmente en 1914. Los restos consistían en un cráneo parcial, dientes, vértebras, los huesos de la garra y los huesos clasificados de la cadera y de la pierna. Los dientes de este nuevo hallazgo coinciden con los característicos de los descritos por Depéret y Savornin los que lleva a Stromer a conservar el nombre de la especie pero encontraron necesario erigir un nuevo género para esta especie, Carcharodontosaurus saharicus, por su fuerte parecido con los dientes de Carcharodon, descritos como "no retrocurvados, con simetría bilateral, pero con bordes convexos."
El primer fósil de Carcharodontosaurus fue destruido en los bombardeos aliados sobre Alemania en la Segunda Guerra Mundial. Un nuevo cráneo más completo fue encontrado en la Formación Kem Kem de Marruecos durante una expedición dirigida por el paleontólogo Paul Sereno en 1995, no muy lejos de la frontera argelina y la localidad donde los dientes descritos por Depéret y Savornin en 1925 fueron encontrados. Los dientes encontrados con este nuevo cráneo coincidieron con los descritos por Depéret y Savornin  y Stromer en 1931, el resto del cráneo también coincidió con el descrito por Stromer.